# Erminio Dones
Erminio Dones (født 14. april 1887 i Milano, død 25. april 1945) var en italiensk roer som deltog i de olympiske lege 1920 i Antwerpen.
Dones vandt en sølvmedalje i roning under OL 1920 i Antwerpen. Han kom sammen med Pietro Annoni på en andenplads i dobbeltsculler efter de amerikanske roer Paul Costello og John B. Kelly